# Jan Skopeček
Jan Skopeček (19. září 1925 Litoměřice – 27. července 2020 Praha) byl český herec a dramatik. Dne 28. října 2017 převzal z rukou prezidenta republiky Miloše Zemana medaili Za zásluhy.

## Život a dílo
Litoměřický rodák Jan Skopeček pocházel z živnostnické rodiny. Na přání otce nejdříve vystudoval obchodní školu, od dětských let jej však velmi lákalo divadlo; obdivoval cirkusové prostředí. Jeho matka Hedvika, rozená Winternitzová, měla židovský původ a během Protektorátu nosila na oděvu Davidovu hvězdu. V roce 1941 byl totálně nasazen jako soustružník v továrně Walter Jinonice. V červnu 1942 neuspěl u přijímacího řízení na pražskou konzervatoř. Továrna jej v roce 1943 na půl roku poslala do továrny Gebrüder Schäfer Nürtingen u Stuttgartu. V září 1943 se vrátil do pražské továrny Walter a dostal povolání k transportu do koncentračního tábora Klein Stein u dnešního polského města Gogolin. Do transportu nastoupil 16. října 1944. Tábor patřil organizaci Todt a byl určen pro židy ze smíšených manželství. Po rozpuštěn tábora Jan Skopeček 15. ledna 1945 odešel zpět do Prahy. Zde dostal předvolání k nástupu do koncentračního tábora v Osterode am Harz v Dolním Sasku, který byl pobočkou koncentračního tábora Buchenwald. Cestou dostal vysoké horečky a pečoval o něj spoluvězeň Oldřich Nový. Pracoval zde v dolech a na stavbě úzkokolejné dráhy. 
Krátce po válce pak působil v několika oblastních divadlech v Brně a Přerově. V letech 1946–1948 byl členem Horáckého divadla v Jihlavě, kde se potkal se svou budoucí ženou Věrou Tichánkovou. V roce 1949 vyl zakládajícím členem libeňského Divadla S. K. Neumanna (nynější Divadlo pod Palmovkou), jehož byl stálým členem a později nestorem hereckého souboru. Byl také autorem celkem šesti divadelních her a několika rozhlasových dramatizací.
| „              | Šel jsem k divadlu proto, že jsem byl strašně plachý člověk. Hrozně jsem se styděl lidí. A mně okouzlilo, že si herci tenkrát lepily vousy a nosy a paruky. A to mně hrozně lákalo, že jsem se mohl za něco schovat. | “ |
| — Jan Skopeček | |   |

Ve filmu a televizi (až na jednu výjimku) vždy hrával malé či epizodní role. Jedinou výjimku tvořil jeden z prvních českých televizních seriálů, Tři chlapi v chalupě, na nějž v letech 1963 a 1973 navázaly celovečerní filmy Tři chlapi v chalupě a Tři chlapi na cestách, kde ztvárnil otce Potůčka. Od svých sedmdesáti let se kromě divadla a filmu začal věnovat psaní písňových textů, které zhudebnil o dvě generace mladší muzikant, kytarista a zpěvák David Laštovka. U příležitosti jeho devadesátých narozenin vyšlo CD nazvané Skopečkoviny, na níž byly písničky této autorské dvojice: Laštovka/Skopeček.
Zemřel 27. července 2020 ve věku 94 let v pražské Nemocnici Na Bulovce. Poslední rozloučení, za účasti rodiny, přátel a kolegů, se konalo 3. srpna 2020 ve strašnickém krematoriu; slovem se se zesnulým rozloučila herečka Kateřina Macháčková.

## Divadelní role, výběr
- 1997 William Shakespeare: Zkrocení zlé ženy, První lovec, Činoherní klub, režie Michal Lang

## Televize
- 1959 Rodina Bláhova
- 1961–1964 Tři chlapi v chalupě
- 1968 Klapzubova jedenáctka
- 1968 Sňatky z rozumu
- 1970 Dobrodružství šesti trampů
- 1972–1973 Ctná paní Lucie
- 1973 Bližní na tapetě (cyklus mikrokomedií Malé justiční omyly) - role: Vácha (12. příběh: Šprýmař)

## Rozhlasové role
- 1988 Kocourkov (pohádka), Československý rozhlas Praha, dramatizace: Jana Dvořáková, režie: Ladislav Rybišar, hráli: Václav Knop (Všudybyl), Jiří Holý (purkmistr), Ilja Prachař (radní), Jan Faltýnek, Vladimír Krška, Jan Skopeček, Věra Kubánková, Jana Drbohlavová, Ladislav Trojan, Miriam Kantorková a další.
- 2002 Johann Nepomuk Nestroy: Talisman, překlad Eva Bezděková, rozhlasová úprava a dramaturgie Jana Paterová, hudba Vadim Petrov, režie Otakar Kosek. Hráli: Titus Lišák (Jiří Langmajer), Paní z Cypřišova (Daniela Kolářová), Ema, její dcera (Kateřina Vaníčková), Konstance, její komorná (Naďa Konvalinková), Flora, zahradnice (Bára Štěpánová), Semínko, zahradnický pomocník (Bohumil Klepl), Pan Markýz, vlásenkář (Jiří Štěpnička), Salome, husopaska (Tereza Bebarová), Zátka, pivovarník (Bořivoj Navrátil) a Konrád, sluha (Jan Skopeček) (76 min).

## Ocenění
V roce 2017 obdržel obdržel Jan Skopeček medaili Za zásluhy.